# Famille Bassano
Pour les articles homonymes, voir Bassano.
La famille Bassano, surnom de la famille Dal Ponte, est une famille de peintres originaires de Bassano del Grappa, active en Vénétie entre la fin du XVe et le début du  XVIIe siècle.

## Histoire
La famille a pour origine Jacopo di Berto, tanneur à Gallio qui a déménagé à  Bassano dans la contrada « del Ponte » en  1464, d'où le nom.

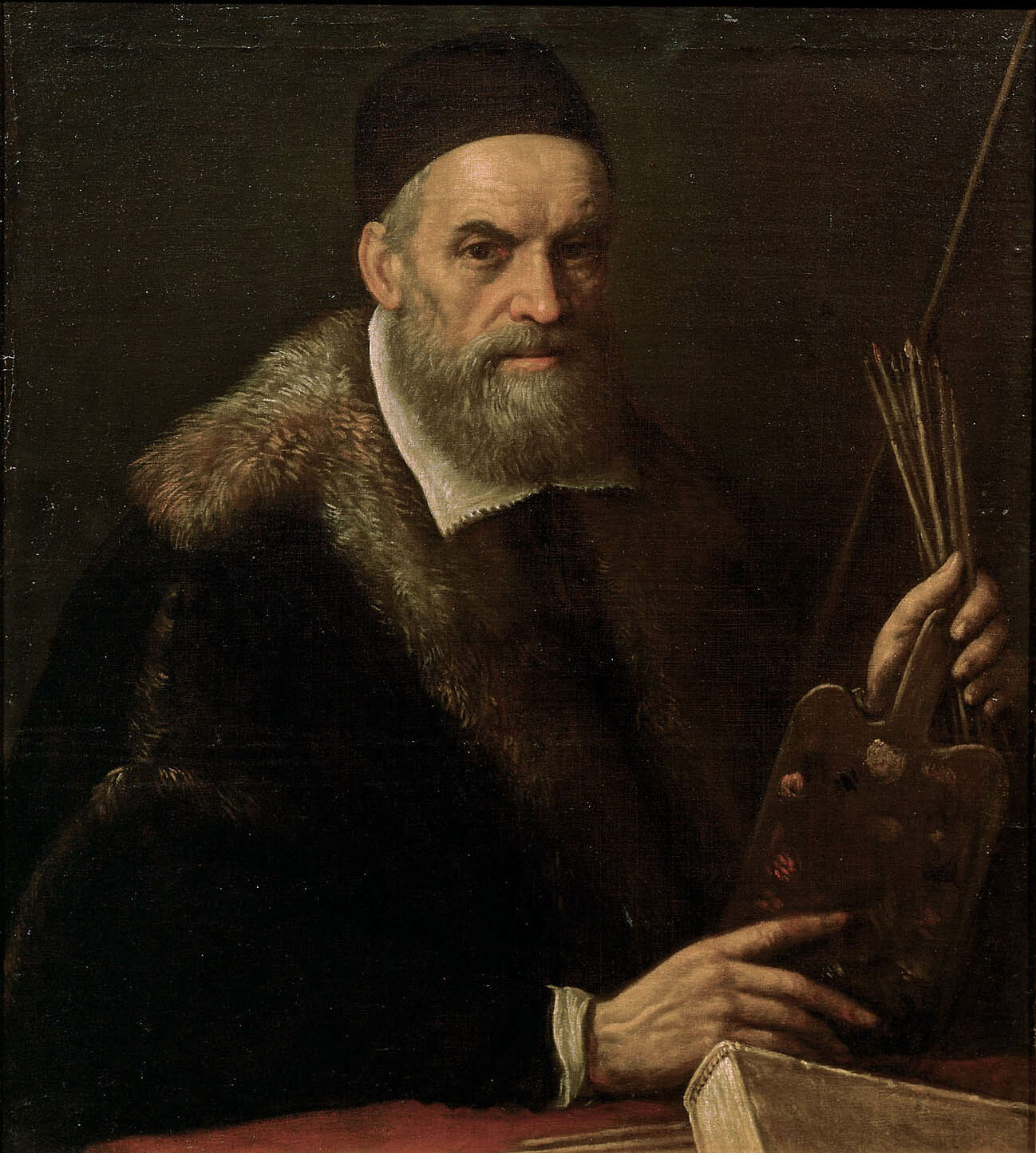
Autoportrait de Jacopo Bassano.

Son fils Francesco Bassano l'Ancien, né entre 1470 et 1473 et mort en 1539, est le premier à apparaître dans l'art de la peinture. Il est à l'origine de l'atelier familial fréquenté par de nombreux artistes produisant des peintures, gonfalons et fresques destinés aux églises, palais et objets d'art commandés par la bourgeoisie émergente.
Dans l'atelier familial se forment ses trois fils, Giambattista (documenté jusqu'en 1549, Gianfrancesco et Jacopo (v. 1510 -1592), le plus renommé de la famille.
Des fils de Jacopo se démarquent  Francesco Bassano le Jeune (1549-1592), Giovanni Battista (1553-1613), Leandro (1557-1622) et Gerolamo (1566-1621), dernière génération d'artistes, le dernier neveu de sexe masculin Giacomo di Leandro devenant avocat.
La tombe de famille se trouve dans l'église  San Francesco à Bassano del Grappa

## Pour approfondir